# Stations-Nunatak
Der Stations-Nunatak (auch schwedisch Stellen Nunataks [sic]) ist ein 165 m hoher, isolierter und eisfreier Nunatak auf Snow Hill Island südlich der Nordspitze der Antarktischen Halbinsel. Er ragt 7 km südwestlich des östlichen Endes der Insel auf.
Teilnehmer der Schwedischen Antarktisexpedition (1901–1903) sichteten ihn im Jahr 1902. Der Expeditionsleiter Otto Nordenskjöld benannte den Felsen in deutscher Sprache nach seiner Nähe zum Winterlager der Expedition.